# Juan Nazareno
Juan Enrique Nazareno Izquierdo (San Lorenzo, 18 agosto 1998) è un calciatore ecuadoriano, centrocampista del Delfín.

## Caratteristiche tecniche
È un mediano.

## Carriera

### Nazionale
Con la nazionale Under-20 ecuadoriana ha preso parte al campionato sudamericano 2017 ed al Mondiale 2017.